# 골든 에이지 (영화)
《골든 에이지》(영어: Elizabeth: The Golden Age)는 1998년에 개봉한 영화 '엘리자베스'의 속편으로 세카르 카푸르가 감독하고, 워킹 타이틀 필름스와 유니버설 픽처스에서 제작한 2007년 공개된 영국의 영화이다. 케이트 블란쳇이 주연의 엘리자베스 1세 여왕 역할을 맡았고, A.R 라흐만과 크레이그 암스트롱이 각본을 썼다.
이 영화는 2007년 9월 9일, 토론토 국제영화제에서 프리미어 시사회가 열려 첫 상영 되었다. 미국과 캐나다에서는 2007년 10월 12일에 개봉되었다. 런던에서는 2007년 10월 23일에 프리미어 시사회가 열렸고, 2007년 11월 2일에 영국과 아일랜드에서 개봉되었다. 미국 아카데미상에서 최우수 의상상을 수상했으며, 케이트 블란쳇은 최우수 여우주연상에 후보 지명되었다.

## 줄거리
1585년, 유럽 최강국인 가톨릭 스페인의 필립 2세는 교황의 지지를 받아 영국을 침략하고 가톨릭 국가로 되돌리려는 계획을 세운다. 그는 엘리자베스 1세를 몰아내고 자신의 딸 이사벨라를 영국 여왕으로 앉히고자 한다. 한편, 엘리자베스는 후계자 없이 사망할 경우 가톨릭 신자인 메리 스튜어트에게 왕위가 넘어갈 것을 우려해 결혼 압박을 받는다.
이때, 탐험가 월터 롤리가 영국 궁정에 소개되고, 엘리자베스는 그의 이야기에 매료되어 그를 눈여겨보라고 시녀 베스 트록모튼에게 지시한다. 베스 또한 롤리에게 끌리고 둘은 비밀 연애를 시작한다. 잉글랜드와 스페인 간의 긴장감이 고조되자, 엘리자베스는 점성술사 존 디에게 조언을 구한다.
런던의 예수회 신부들은 필립 2세와 공모하여 엘리자베스를 암살하고 메리 스튜어트를 여왕으로 세우려는 계획을 꾸민다. 메리는 감옥에서 예수회에 비밀 서신을 보내고, 앤서니 바빙턴이 엘리자베스를 암살하려 시도한다. 엘리자베스는 스페인의 세력이 커지고 자신을 노리는 가톨릭 음모가 있다는 사실을 계속해서 경고받지만, 종교적 신념을 강요하려 했던 전임 여왕들과는 달리 종교적 자유를 추구한다.
엘리자베스의 암살 계획을 알게 된 월싱엄은 여왕에게 스페인의 음모를 폭로하고, 분노한 엘리자베스는 스페인 외교관들을 쫓아낸다. 필립 2세는 영국 침략을 위해 스페인 함대를 건설하고, 메리는 음모에 가담하는 편지를 보낸다. 바빙턴이 엘리자베스를 암살하려 하지만 실패하고, 메리의 연루 사실이 밝혀지자 월싱엄은 메리를 처형해야 한다고 주장한다. 엘리자베스는 결국 메리를 처형하지만, 이는 스페인 침략을 위한 명분을 만들기 위한 예수회의 계략이었다. 메리의 처형으로 스페인은 영국 침략에 대한 교황의 승인을 받게 된다.
베스는 롤리의 아이를 임신했다는 사실을 밝히고 그와 비밀 결혼한다. 엘리자베스는 이를 알고 분노하며 베스를 궁정에서 추방하고 롤리를 감금한다. 스페인 함대가 영국 해협으로 접근하자, 엘리자베스는 베스를 용서하고 롤리를 석방하여 전투에 참여하게 한다. 스페인 함대는 수적으로 우세했으나 폭풍으로 인해 붕괴 위기에 처하고, 결국 영국 해군에 패배한다. 엘리자베스는 롤리와 베스를 방문하여 그들의 아이를 축복하고, 다시 한번 영국 국민의 어머니이자 처녀 여왕으로서의 역할을 받아들인다.

## 캐스팅
- 케이트 블란쳇 - 엘리자베스 1세 여왕 역
- 제프리 러시 - 프랜시스 월싱엄 역
- 클라이브 오언 - 경(Sir) 월터 롤리 역
- 애비 코니시 - 베스 스록모턴 역
- 서맨사 모턴 - 스코틀랜드의 여왕, 메리 역
- 호르디 몰라 -스페인, 펠리페 2세 역
- 수전 린치 - 아네트 플레밍 역
- 리스 이반스 - 로버트 레스턴 역
- 에디 레드메인 - 앤서니 배빙턴 역
- 톰 홀랜더 - 아미아스 폴레 역
- 데이비드 스릴펄 - 존 디 역
- 애덤 고들리 - 윌리엄 월싱엄 역
- 로런스 폭스 - 경(Sir) 크리스토퍼 햇턴 역
- 윌리엄 휴스턴 - 게라우 드 에스페스 역
- 크리스천 브레싱턴 - 오스트리아의 카를 2세 역
- 존 슈라넬 - 노팅엄 초대 백작, 하워드 찰스 역
- 켈리 헌터- 우르술라 워싱엄 역

## 스태프
- 감독 / 셰이카 카푸르
- 각본 / 윌리엄 니콜슨, 마이클 허스트

### EBS판 스태프 (2013년 7월 13일)
- 기획 - 권혁미
- 프로듀서 - 심예원
- 번역 - 박수이
- 감수 - 김동수
- CG - 조은진
- 기술감독 - 김정수
- 우리말 연출 - 김재현
- 기획 - EBS
- 우리말 제작 - 벼리기획

## 같이 보기
- 무적함대